# Hits Me Like a Rock
«Hits Me Like a Rock» es una canción interpretada por la banda brasileña Cansei de Ser Sexy, cuenta con la colaboración del cantautor británico Bobby Gillespie, vocalista de la banda de rock alternativo Primal Scream. Fue lanzado como el primer sencillo de su tercer álbum de estudio La Liberación el 15 de agosto de 2011 en descarga digital gratuita desde el sitio web de la banda.
En una conferencia de prensa, la cantante principal Lovefoxxx describió la canción: "Trata del poder de la música de marcar nuestra vida. Cuando escuchas una canción muchísimas veces en determinado período de tiempo y después, simplemente olvidas que esa canción existe... pero luego el 'aleatorio' decide usar su poder y trae de vuelta esa canción, la escuchas de nuevo y todo lo que sentiste te golpea tan fuerte y la música se vuelve física"
La canción aparece en el videojuego FIFA 12.